# القبابنة (حوطة بني تميم)
القبابنة، هي قرية من فئة (ب) تقع في محافظة حوطة بني تميم، والتابعة لمنطقة الرياض في السعودية. وتبعد القبابنة عن محافظة حوطة بني تميم بمسافة تقارب () كم.